# Anetia pantheratus
Anetia pantheratus е вид пеперуда от семейство Многоцветници (Nymphalidae). Видът е почти застрашен от изчезване.

## Разпространение
Разпространен е в Доминиканска република, Куба и Хаити.